# Gérard Mellier
Gérard Mellier, né le 21 mai 1674 à Lyon et mort le 28 décembre 1729 à Nantes, est un homme politique français, maire de Nantes de 1720 à sa mort, trésorier de France et général des finances, subdélégué de l'intendance de Bretagne. Il a contribué à la transformation urbaine de Nantes au XVIIIe siècle, notamment sur le quai de la Fosse.

## Biographie

### Origines
Gérard Mellier est le fils de Gérard Jacquemeton, notaire royal et procureur du roi, et de Claudine Ballet, issue d'une famille bourgeoise de Lyon. En 1669, Gérard Jacquemeton, légataire universel de son oncle Marcellin Mellier, change son nom en Mellier, condition posée pour la perception de l'héritage. C'est ce nom que porte à son tour le futur maire de Nantes, qui naît le 21 mai 1674.
Son père meurt en 1679. Deux hypothèses sont émises quant à la période de formation du jeune Gérard. Soit le décès paternel a poussé sa mère à rejoindre son frère, Nicolas Ballet (avant 1664-1724), qui a quitté Lyon pour Nantes dans les années 1660. Soit Gérard Mellier a suivi des études à Lyon, avant de rejoindre son oncle à Nantes pour trouver un emploi. La seule certitude est la présence à Nantes du jeune homme, en 1693, avec le titre d'« avocat en parlement ».
Il achète en 1702 une charge de trésorier de France qui lui assure un anoblissement au second degré, fonction qui fait l’objet de la contribution spécifique de François Caillou, et qui lui donne des pouvoirs, non seulement en matière fiscale, mais aussi en matière de voirie, bien avant de devenir subdélégué, commissaire des Ponts et Chaussées, et enfin maire de Nantes.
Il épouse, le 21 mars 1707 à Nantes, Renée Tarail, dame de Beausoleil, fille de Donatien Tarail, sieur de Beausoleil, avocat à la Cour, et de Françoise Meneust.

### Maire de Nantes
En 1710, il se met au service du nouveau pouvoir dans la province, en devenant subdélégué, fonction qu’il va assurer jusqu’à sa mort sous trois intendants successifs. Ainsi, il fait le lien dans la province et assure une grande autorité dans les trois aspects du rôle d’un subdélégué :  informateur de l’intendant, préparateur et conseiller sur les différents dossiers, représentant du pouvoir dans la ville de Nantes.
Renouvelé au poste de maire de Nantes de 1720 à sa mort en 1729, Gérard Mellier était conseiller du roi, trésorier de France, général des finances et grand-voyer de Bretagne. Il a également été député du conseil pour les affaires de la Compagnie des Indes, colonel de la milice bourgeoise, entre autres.
Lors de ses mandats de maire, il a conduit entre autres à l'installation de pompes à incendie et la constitution d'un corps de pompiers, à l'alignement du quai de la Fosse, à la construction du pont de la Bourse, à la création de l'académie de musique de Nantes.
À la tête de la ville alors que la traite négrière y est florissante, Mellier soutient ce « commerce ».

## Mellier et la «traite négrière»
En 1716, alors qu'il est subdélégué de l'intendant de Bretagne à Nantes, une des principales villes profitant du commerce triangulaire, Gérard Mellier rédige un mémoire sur le thème du statut juridique des esclaves (tous sont des Noirs).
En 1715, à Nantes a lieu le procès de Madame Villeneuve contre son esclave Pauline Villeneuve, et celui ci a marqué Gérard Mellier. C'est ainsi qu'il décide de rédiger des mémoires à l'intention du roi pour préserver les privilèges des esclavagistes et armateurs
Des cas où un esclave est amené en France apparaissent, avec des conséquences opposées : parfois ledit esclave est alors considéré comme libre dès qu'il arrive en métropole (privilège de la terre de France), mais souvent son statut d'esclave est maintenu. Gérard Mellier construit un raisonnement sans équivoque pour le maintien en esclavage des Noirs arrivant en France. Il argumente dans l'esprit de ne favoriser que les bénéficiaires de la traite négrière, notamment les armateurs nantais, et les colons.
Le texte élaboré par Gérard Mellier sert de base à l'Édit du Roi concernant les esclaves Nègres des colonies de 1716, qui vient, en complément du Code noir, établir « une rupture dans le droit civil français en définissant, pour la première fois dans notre histoire, un statut juridique d'exception pour une catégorie de personnes vivant sur le territoire national, en raison de leur origine et de leur couleur de peau. ».
Le mémoire de Mellier, qui part de l'affirmation mensongère certifiant qu'aucune règle en vigueur ne permettait d'affirmer qu'un esclave arrivant en France devenait libre de droit, expose que la présence des Noirs en France ne peut être motivée que par le souci de leur donner une formation avant de les utiliser dans les colonies ; Mellier détaille des règles qui font du Noir un « bien meuble ». Sous couvert de les convertir au catholicisme et leur « rendre la liberté », le mémoire de 1716 n'a pour but que de permettre aux armateurs nantais de poursuivre la traite. Mellier sait très bien de quoi il retourne, et donne aux tenants de l'esclavage des arguments juridiques. Outre des considérations « scientifiques » sur le prétendu bienfait de l’esclavage sur la démographie galopante de la « Négritie » (soi-disant pays des Noirs), la justification morale s'appuie sur les préjugés qu'il exprime sur les Noirs, qui sont selon lui « naturellement enclins au vol, au larcin, à la luxure, à la paresse et à la trahison (...) » et « qu'ils ne sont propres qu'à vivre dans la servitude ». Porte-parole des négriers, Gérard Mellier est un précurseur du racisme.

## Œuvres
- Traité du droit de voyrie, contenant un recueil des édits, déclarations, arrests et règlemens qui ont attribué la connoissance de ce droit aux trésoriers de France généraux des finances, 1709, M. Simart, Paris, 290 p., (BNF 30922989).
- Recueil d'édits, déclarations, arrests et réglemens concernant les offices des trésoriers de France, généraux des finances de Bretagne, 1712, J. Mareschal, Nantes, 416 p., (BNF 30922988).
- Mémoires pour servir à la connaissance des loys et hommages des fiefs de la province de Bretagne, 1715, M. Simart, Paris, 218 p., (BNF 30922987).
- Essai sur l'histoire de la ville et du comté de Nantes, manuscrit publié par Léon Maître en 1872, Forest et Grimaud, Nantes, 145 p., (BNF 30922986).

## Hommages et critiques

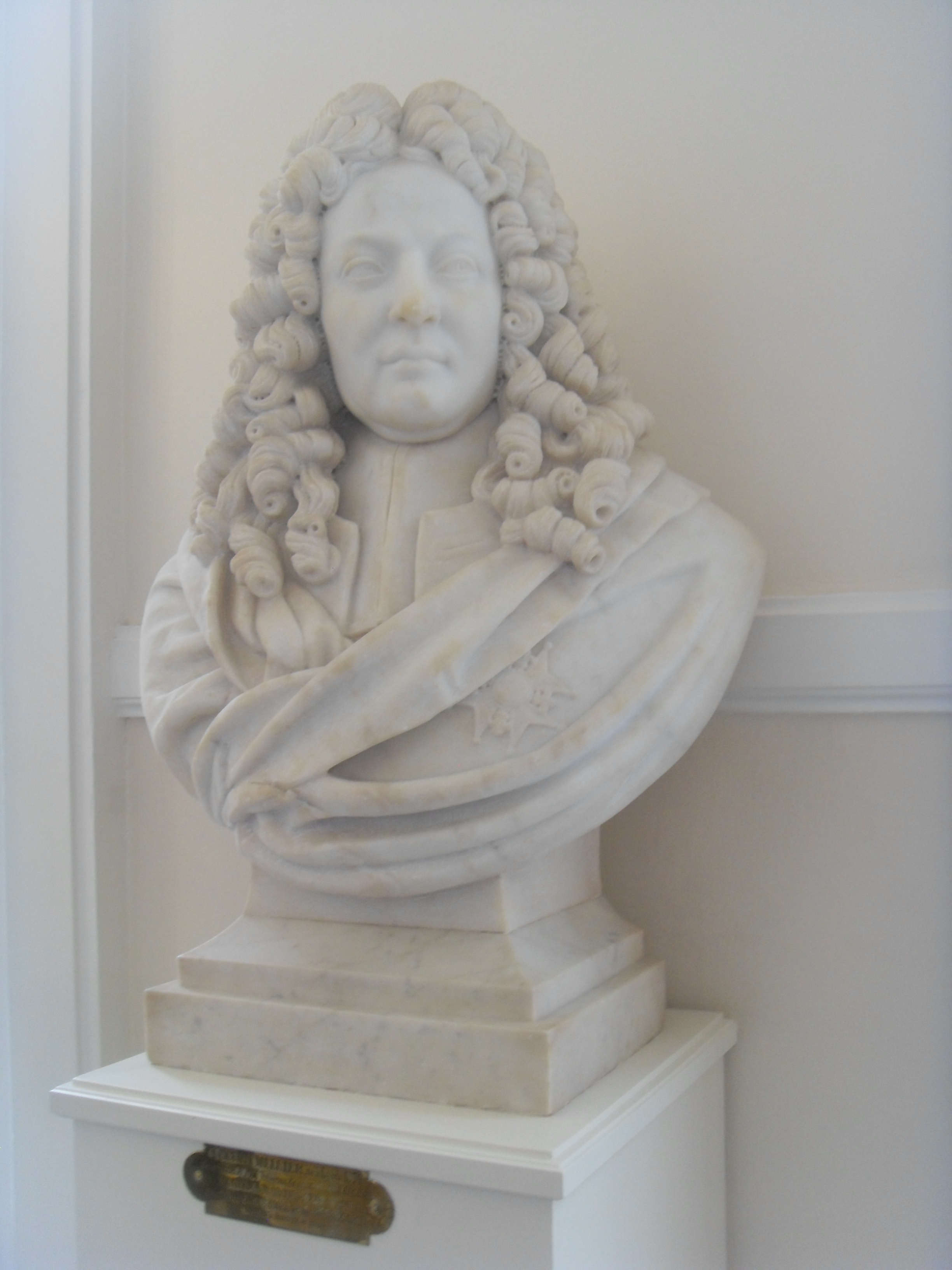
Buste à l'hôtel de ville

La rue Mellier, qui donne sur la place Général-Mellinet, a été ainsi nommée en hommage à l'ancien maire, ainsi qu'une salle de l'hôtel de ville (dans l'hôtel de Derval). Le quai du Port-Maillard, entre Bouffay et le château, est momentanément appelé « quai Mellier » après sa reconstruction 1722.
L'hommage rendu à Mellier est critiqué pour son rôle de promoteur de l'esclavagisme. En 2023, la municipalité de Nantes a fait poser une plaque explicative dans la rue portant son nom, afin de rappeler son lien avec l'esclavage, mais aussi la raison pour laquelle une rue porte son nom. Les rues Guillaume Grou, Deurbroucq et Kervégan sont aussi concernées.